# Barguzin (wieś)
Barguzin (ros. Баргузин) – wieś w Rosji, w Buriacji, ośrodek administracyjny rejonu barguzińskiego. W 2010 liczyła 5702 mieszkańców.